# Delianuova
Delianuova és un comune (municipi) de la Ciutat metropolitana de Reggio de Calàbria, a la regió italiana de Calàbria, situat a uns 90 km al sud-oest de Catanzaro i a uns 25 km al nord-est de Reggio de Calàbria. A 1 de gener de 2019 la seva població era de 3.299 habitants.
Delianuova limita amb els municipis de Cosoleto, San Luca i Scido.

## Medi ambient
La ciutat està situada al Parc Nacional d'Aspromonte a una altitud que oscil·la entre els 600 i els 800 metres sobre el nivell del mar. És una zona d'excepcional bellesa natural. La ciutat està envoltada d'oliveres centenàries. El territori també és ric en alzines, castanyers i faigs, i boscos d'avets blancs i pi negre.

## Història
Delianuova va ser fundada el 27 de gener de 1878 per una ordre del rei Umbert I per unir els dos municipis veïns de Paracorio i Pedavoli. Segons la tradició, Paracorio té el seu origen en l'antiga Delia, una ciutat grega del sud de la costa jònica, destruïda pels sarraïns al segle IX. Paracorio era conegut com a Perachorio (Περαχώριον), que en grec significa "la terra més enllà de les muntanyes". Pedavoli era conegut a l'antiguitat com a Dapidalbon (Δαρίδαλβον), probablement d'origen tirrenès.

## 'Ndrangheta
Amb els anys, Delianuova s'ha relacionat repetidament amb la 'Ndrangheta, tant a Itàlia com a l'estranger. Entre els exemples internacionals destaquen els clans de la família Musitano i de Johnny Papalia, de Hamilton (Ontario), al Canadà, així com diverses figures de l'inframón destacades de Melbourne, Austràlia. El 2008, Angelo Macrì va assassinar la figura del crim rival Rocco Frisina en un carrer cèntric de Delianuova. Tot i que l'assassinat l'hauria vist molta gent, tots van negar presenciar l'esdeveniment.